# Paka (gmina Mislinja)
Paka – wieś w Słowenii, w gminie Mislinja. W 2018 roku liczyła 49 mieszkańców.